# Azay-le-Rideau
Azay-le-Rideau is een gemeente in het Franse departement Indre-et-Loire (regio Centre-Val de Loire). De plaats maakt deel uit van het arrondissement Chinon. Het is bekend door het gelijknamige kasteel. Azay-le-Rideau telde op 1 januari 2022 3.415 inwoners.

## Geografie
De oppervlakte van Azay-le-Rideau bedroeg op 1 januari 2022 27,34 vierkante kilometer; de bevolkingsdichtheid was toen 124,9 inwoners per km².

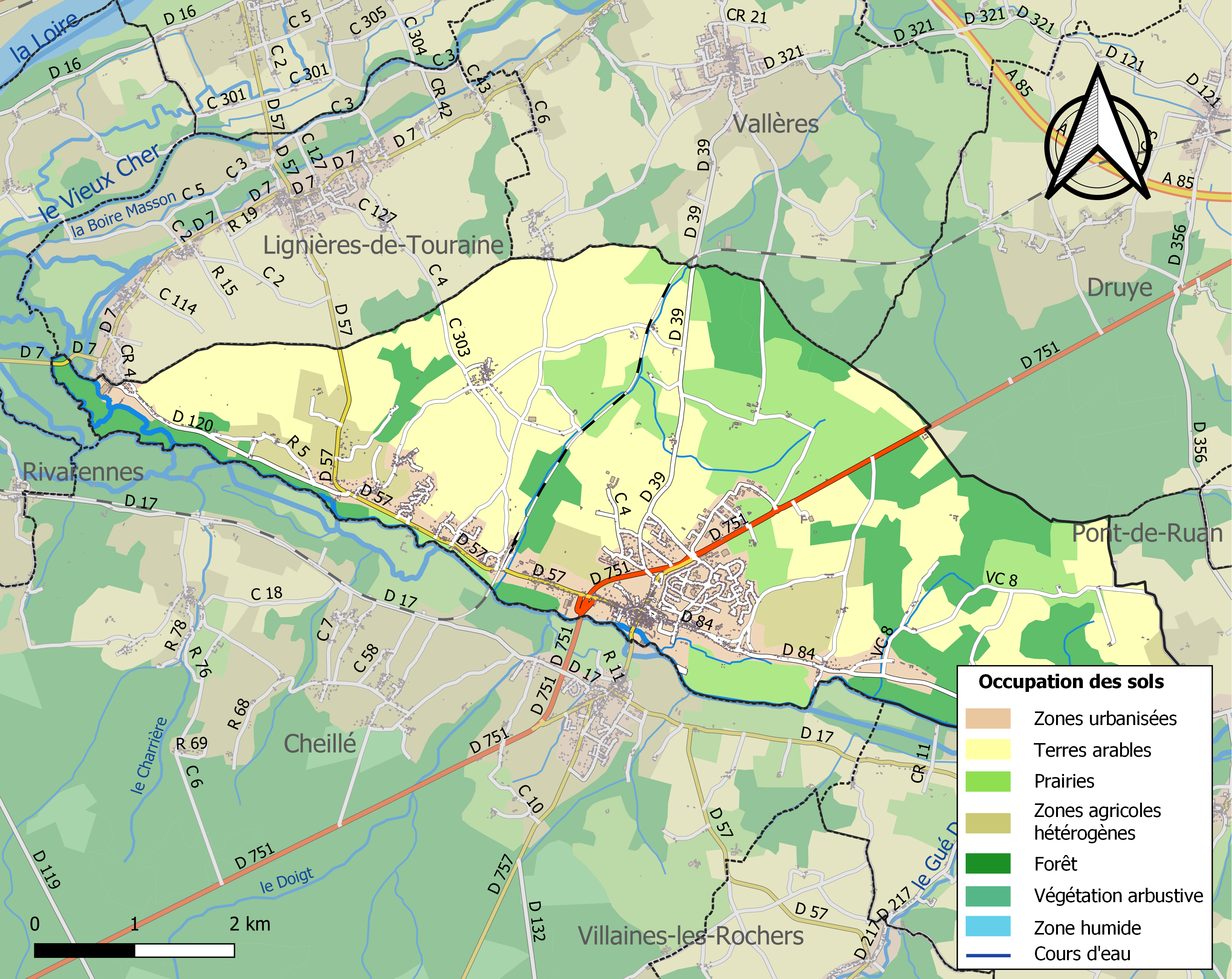
Kaart van de gemeente met belangrijkste infrastructuur, bodemgebruik en omliggende gemeenten

## Demografie
Onderstaande figuur toont het verloop van het inwonertal (bron: INSEE-tellingen).